# Ibaba
Ibaba est une ville de Tanzanie dans le district d'Ileje, région de Songwe. 
En 2002, la ville comptait 6 805 habitants.

## Géographie
Ibaba est composé de 5 villages : Lali, Sheyo, Shikunga, Shuba et Ibaba.